# Cotesia gregalis
Cotesia gregalis är en stekelart som beskrevs av Yang och Wei 2002. Cotesia gregalis ingår i släktet Cotesia och familjen bracksteklar. Inga underarter finns listade i Catalogue of Life.